# Théâtre hongrois de Cluj
Le Théâtre d'État hongrois de Cluj (hongrois : Kolozsvári Állami Magyar Színház ; roumain : Teatrul Maghiar de Stat din Cluj) est un théâtre situé à Cluj-Napoca, en Roumanie. Les représentations sont jouées en hongrois, avec une traduction simultanée en roumain ou en anglais.

## Galerie

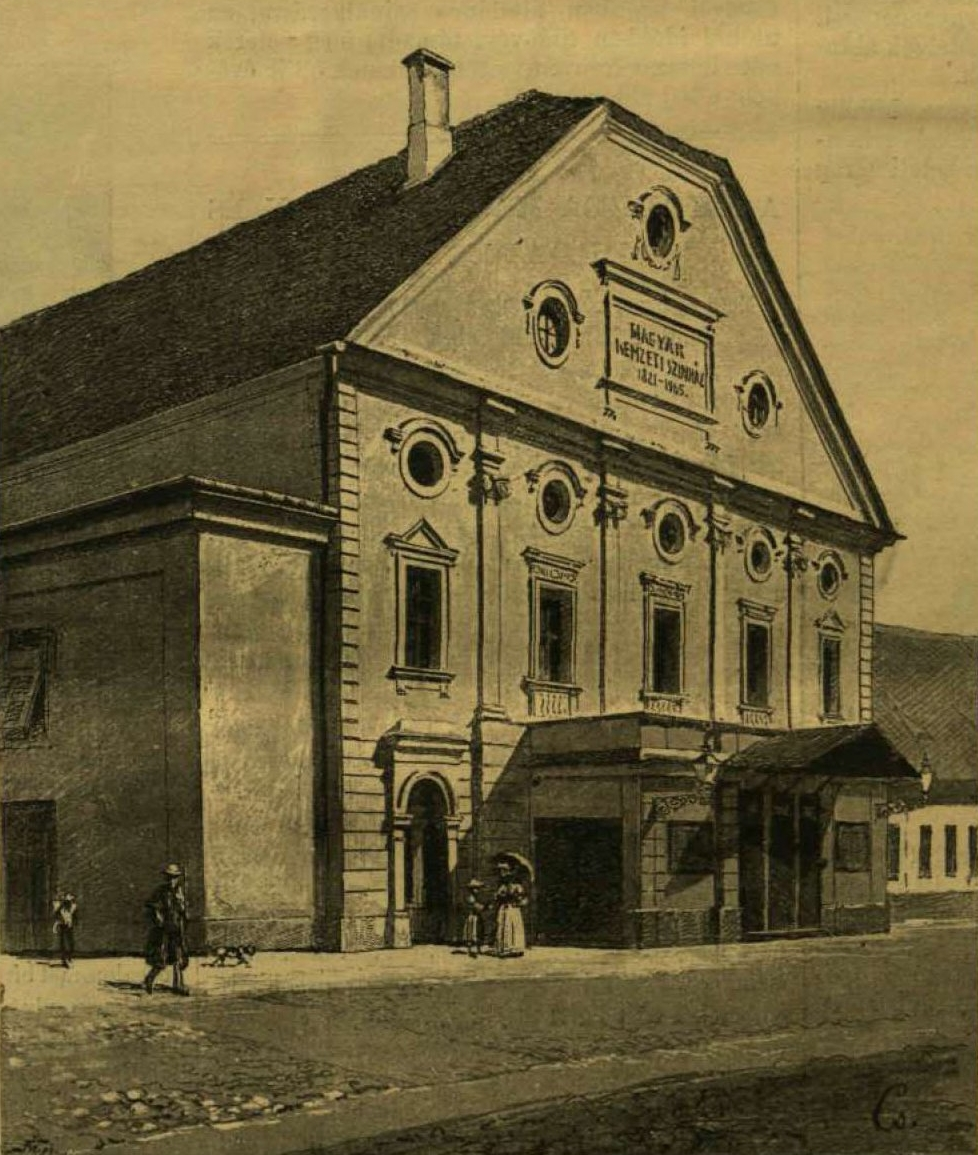
Premier théâtre hongrois de Cluj en 1892
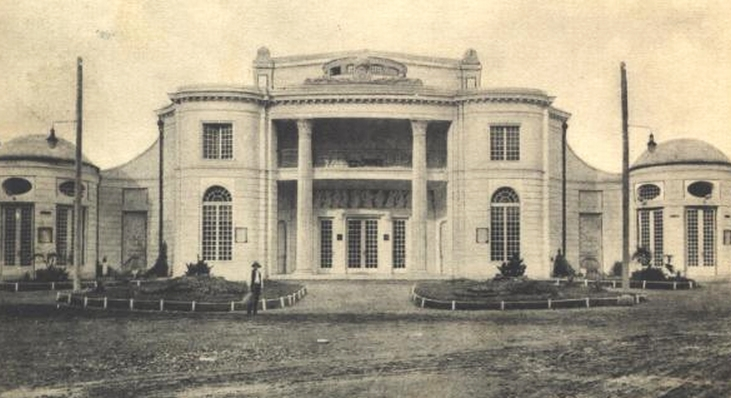
Le théâtre pendant la première moitié du XXe siècle
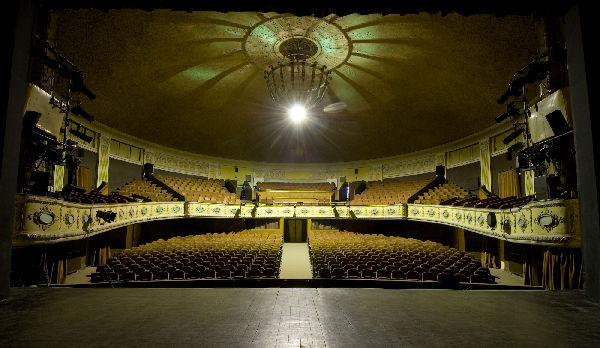
Intérieur